# 扎里奇內 (薩馬爾區)
扎里奇内（烏克蘭語：Зарічне），2024年9月前名为近卫军村（羅馬化：Hvardiiske），是烏克蘭東部第聶伯羅彼得羅夫斯克州萨马尔区切爾卡斯凱市鎮的鎮。處於薩馬拉河左岸，距離切爾卡斯凱5.5公里，海拔高度65米，2001年人口5,199。
2024年9月19日，乌克兰最高拉达将此镇的名字改为扎里奇内。